# Amanda Hendrix
Amanda R. Hendrix (21 de mayo de 1968) es una científica planetaria estadounidense, conocida por sus estudios pioneros de cuerpos del sistema solar en longitudes de onda ultravioleta. Es una científica senior en el Instituto de Ciencia Planetaria. Sus intereses de investigación incluyen la composición de la superficie de la luna y el asteroide, los efectos de la meteorología espacial y los productos de radiación. Es coinvestigadora en el instrumento UVIS Cassini, fue coinvestigadora en el instrumento Galileo UVS, es participante científica en el instrumento LAMP Lunar Reconnaissance Orbiter e investigadora principal en los programas de observación del telescopio espacial Hubble. 
Antes de mudarse a PSI, Hendrix trabajó durante 12 años en el laboratorio de propulsión a reacción del Grupo de cometas, asteroides y satélites. Fue la investigadora adjunta del proyecto para la misión Cassini-Huygens (2010-2012). 
Hendrix fue candidata finalista a astronauta de la NASA en el año 2000.
Se graduó en Ingeniería Aeronáutica en la Universidad Politécnica Estatal de California y una máster y Doctorado en Ciencias de la Ingeniería Aeroespacial de la Universidad de Colorado en Boulder. 

## Premios y honores
Hendrix recibió el Premio Lew Allen a la Excelencia en 2006. El asteroide 6813 Amandahendrix fue nombrado en su honor. La cita oficial del nombramiento se publicó por el Centro de Planetas Menores el 25 de septiembre de 2018 (M.P.C. 111797).

## Medios de comunicación y divulgación
Mientras estaba en JPL, Hendrix escribió varias publicaciones sobre los resultados de Cassini y participó en Científico Cassini por un Día en varias ocasiones. Hendrix dio una conferencia de Von Karman en Pasadena en 2008 y la conferencia de Kepler en el Mt. San Antonio College en 2013. Ha aparecido en varios episodios de The Universe de History Channel y How the Universe Works de Discovery Channel. Habló en el Programa Cassini del Observatorio Griffith en 2009 y ha escrito para el Informe Planetario.
Hendrix ha impartido cursos de pregrado y posgrado en la Universidad Estatal Politécnica de California, elMt. Colegio San Antonio y la Universidad de Colorado en Boulder. 